# Klein Zanikem
Klein Zanikem (Engels: Little Whinging) is een dorp uit de zevendelige Harry Potter-boekenserie van de Britse schrijfster Joanne Rowling. Het dorp ligt in Surrey, Engeland.
De familie Duffeling, de oom en tante van Harry Potter, woont in Klein Zanikem, aan de Ligusterlaan 4. Arabella Vaals woont in hetzelfde dorp, in de Salviastraat. In het derde boek ziet Harry in de Magnolialaan voor het eerst de Grim. In het vijfde boek worden Dirk en Harry aangevallen door Dementors in een steegje in Klein Zanikem.

## Gebouwen in Klein Zanikem
- Drillings, de borenfabriek waarvan Herman Duffeling directeur is
- J. F. Treitercollege, de school waar Harry naartoe zou hebben gemoeten als hij niet naar Zweinstein was gegaan
- Ballings, de kostschool waar meneer Duffeling op heeft gezeten en waar Dirk naartoe gaat
- St. Walpurga's Gesloten Inrichting voor Onverbeterlijke Jonge Criminelen. Harry moet van oom Herman tegenover tante Margot doen alsof hij daarnaartoe gestuurd is. Dit om tante Margot niet te laten merken dat Harry een tovenaar is.

## Filmlocatie
Het huis dat in de film Harry Potter en de Steen der Wijzen werd gebruikt voor Ligusterlaan 4 was werkelijk 12 Picket Post Close, Bracknell, Berkshire (51° 24′ 31″ NB, 0° 43′ 17″ WL). Dit huis werd in 2003 verkocht voor £250.000.
Vanaf de tweede film is het een set die buiten de studio staat.